# Championnat d'Autriche de hockey sur glace 1996-1997
Saison précédente Saison suivante
Le championnat 1996-1997 de hockey sur glace d'Autriche a été remporté par le VEU Feldkirch. La saison régulière est raccourcie en raison de la participation des équipes à l'Alpenliga.

## Saison régulière
Kapfenberg se qualifie pour les séries éliminatoires et rejoint Feldkirch, Villach et Klagenfurt qui disputaient l'Alpenliga.
Classement
| Place | Équipe        | PJ | V | N | D | Diff. | Pts |
| ----- | ------------- | -- | - | - | - | ----- | --- |
| 1er   | EC Kapfenberg | 4  | 3 | 0 | 1 | 20:13 | 6   |
| 2e    | CE Wien       | 4  | 3 | 0 | 1 | 29:14 | 6   |
| 3e    | EC Graz       | 4  | 0 | 0 | 4 | 14:36 | 0   |

## Séries éliminatoires
|  | Demi-finales  | Demi-finales |   |  | Finales       | Finales |  |
|  |               |              |   |  |               |         |  |
|  | VEU Feldkirch | 4            |   |  |               |         |  |
|  | EC Kapfenberg | 1            |   |  |               |         |  |
|  |               |              |   |  | VEU Feldkirch | 4       |  |
|  |               | EC KAC       | 2 |  |               |         |  |
|  | EC VSV        | 2            |   |  |               |         |  |
|  | EC KAC        | 4            |   |  |               |         |  |

### Demi-finales
| VEU Feldkirch (1) - EC Kapfenberg (4) | 4:1 | 2:1 | 4:1 | 3:4 | 6:2 | 7:2 |     |  |
| EC VSV (2) - EC KAC (3)               | 2:4 | 6:2 | 4:7 | 1:6 | 4:7 | 5:3 | 2:3 |  |

### Finale
| VEU Feldkirch (1) - EC KAC (3) | 4:2 | 10:2 | 4:9 | 3:2 | 1:2 | 6:1 | 4:1 |  |

## Classement
1. VEU Feldkirch
2. EC KAC
3. EC VSV
4. Kapfenberger SV
5. Wiener EV
6. EC Graz

## Effectif vainqueur
| Champions d'Autriche VEU Feldkirch | Gardiens de but :André Dietzsch, Reinhard Divis, Markus Seidl Défenseurs : Greg Brown, Konrad Dorn, Karl Heinzle, Michael Lampert, Dominic Lavoie, Robert Robinson, Tom Searle, Wolfgang Strauss Attaquants : Raimund Divis, Fritz Ganster, Daniel Gauthier, Christoph Gesson, Bengt-Åke Gustafsson, Normand Krumpschmid, Rick Nasheim, Gerhard Puschnik, Thomas Rundqvist, Bernd Schmidle, Thomas Sticha, Simon Wheeldon |